# Hirokawa
Hirokawa (広川町?) è una cittadina giapponese della prefettura di Fukuoka.